# 大村市立三城小学校
大村市立三城小学校（おおむらしりつ さんじょうしょうがっこう、Omura City Sanjo Elementary School）は、長崎県大村市東三城町にある公立小学校。略称「三城小」（さんじょうしょう）。

## 概要
歴史
太平洋戦争中、第二十一海軍航空廠の拡張により大村市の人口が増加し、既存の学校だけでは児童収容が困難になってきたため、1944年（昭和19年）「大村市三城国民学校」として開校した。
校章
校歌
作詞は大山親子、作曲は伊藤英一による。歌詞は3番まであり、各番に校名の「三城校」が登場する。
校区
本町（一部）、東本町（一部）、東三城町、西三城町、三城町、水主町一丁目・二丁目、武部町（玖島団地を除く）、水計町、荒平町、水田町（水田2区）、杭出津一丁目（新城）、杭出津二丁目（杭出津3区、杭出津4区、辻田）。中学校区は大村市立大村中学校区。

## 沿革
- 1943年（昭和18年）6月 - 大村市三城国民学校の設置が認可される。
- 1944年（昭和19年）
  - 4月1日 -「大村市三城国民学校」（初等科6年）が開校。児童総数802名、教員27名[3]。
    - 校舎未完成のため、1年生のみを収容し、2年生以上は大村国民学校と西大村国民学校で分散授業を実施。

  - 8月 - 校舎が完成し、全学年の児童を収容。
- 1945年（昭和20年）7月 - 空襲の激化により、町内会別に分散授業を実施。
- 1946年（昭和21年）6月 - 貧困児童のために、学校給食を開始。
- 1947年（昭和22年）4月1日 - 学制改革（六・三制の実施）により、「大村市立三城小学校」（現校名）が発足。
- 1949年（昭和24年）4月1日 - 大村市立中央小学校の新設により、通学区を改定。
- 1955年（昭和30年）
  - 4月 - 校舎を増築。
  - 9月 - 完全給食を開始。
- 1957年（昭和32年）7月 - 大水害により、床上まで浸水し、校庭は川原のような状態となった。同年10月に復旧。
- 1958年（昭和33年）
  - 3月 - 第三校舎から出火し、校舎一棟を消失。
  - 11月 - 鉄筋コンクリート造校舎が完成。

## アクセス
最寄りの鉄道駅
- JR九州 大村線 大村駅

最寄りのバス停
- 県営バス大村市内線 大村ターミナル / 大村駅前バス停

最寄りの国道・県道
- 国道34号 大村駅入口交差点

## 周辺
- 大村星美幼稚園
- 大村市立三城保育所
- 大村市武道館
- 大村市水道局
- 大村市総合福祉センター・大村市地域交流館
- 大村市立図書館・史料館
- 大村市民会館・大村市こども科学館
- 大村駅前郵便局
- 長崎県警察 大村警察署 大村駅前交番
- 向陽高等学校

## 参考資料
- 「大村市史 下巻」（1961年（昭和36年）2月11日発行、大村市役所）

## 関連事項
- 長崎県小学校一覧